# Игуманија Варвара (Божић)
Варвара (световно Госпава Божић; Сандићи код Брчког, 15. август 1921 — Манастир Тавна, 4. фебруар 2008) била је православна монахиња и игуманија Манастира Тавне.

## Биографија

### Детињство
Игуманија Варвара Божић рођена је у селу Сандићи код Брчкога, 15. августа 1921. године. На крштењу добила је име Госпава.
Одмалена васпитавала се у побожној и честитој породици, па је са својим родитељима похађале цркву и многе познате богомољачке скупове. 

### Монашки постриг
Када је Госпавина стрина Смиља Божић пошла са својом кћерком Петром и још једном дјевојком, сестром од тетке, Смиљом Марковић, на годишњи сабор у Манастир Жичу, са њима пође и Госпава, Петрина сестра од стрица. 
Све три дјевојке имале су намеру, а и благослов од свог епископа Нектарија, да остану у Жичкој епархији у неком женском манастиру па када се добро намуче у монашком животу.
Тако су три ове сестре, пуне вере и љубави према Богу, са Петрином мајком Смиљом дошле у Манастиру Жичу 21. септембара 1940. године.
Биле су на том великом хришћанском сабору и јавиле се владици Николају Велимировићу. Тада је на сабор дошао и владика Нектарије Круљ, потоњи митрополит дабробосански.
Сазнавши њихову жељу, владика Николај Велимировић, у договору са својим пријатељем митрополитом Нектаријем Круљом пошаље их на Овчар, у Манастир Јовање.
У Манастиру Јовању су остале до 1952. године. Тамо су све три замонашене. Госпава је добила монашко име Варвара.
Затим су исте 1952. године све прешле из Манастира Јовања у Манастир Тавну где је, по благослову надлежног епископа Нектарија Круља основан први женски манастир у Босни.

### Старешина Манастира Тавне
За игуманију манастира постављена је монахиња Варвара Божић 10. фебруара 1951. године.
К њима у Манастир Тавну тада долази и Варварина мајка, која ће ту као монахиња Евдокија остати све до своје смрти.
Игуманија Варвара била је старешина манастира у периоду од 1951. до 1954. године.

### Смрт
Игуманија Варвара упокојила се у Господу 4. фебруара 2008. године у Манастиру Тавни.
Сахрањена је 5. фебруара 2008. године у порти Манастира Тавне где је провела као старешина манастира четири године.
Његово Преосвештенство Владика зворничко-тузлански Г. Василије Качавенда служио је у Манастиру Тавна опело игуманији Варвари.
Сахрани и опелу присуствовао је велики број верног народа, свештенства и монаштва међу којима и игуманија Манастира Пећке патријаршије мати Февронија Божић сестра од стрица игуманије Варваре.